# Omaruru
Omaruru est une petite localité de Namibie peuplée de 7 000 habitants et située dans la région d'Erongo entre les monts d'Erongo et la rivière Omaruru, entre Windhoek et Swakopmund.

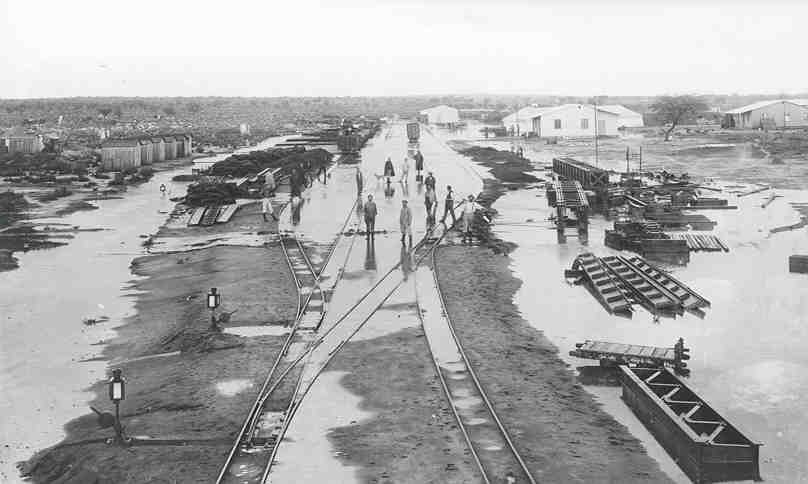
Station ferroviaire de Omaruru en 1906.